# Lágrimas derramadas en el campo de cosecha
Lágrimas derramadas en el campo de cosecha (en francés Larmes versées sur les champs de moisson) es una pintura del pintor chino Chen Danqing terminado en 1976. El óleo sobre lienzo de pintura representa trigal dorado, y tibetanos al entender de la muerte de Mao Zedong, dejaron de segar por su la profunda pena que sentían.